# Anusha Dandekar
Anusha Dandekar (née le 9 janvier 1982 à Khartoum) est une chanteuse et actrice australienne d'origine indienne.

## Biographie
Anusha Dandekar est la fille cadette d'une famille marathe. Son père Shashidhar Dandekar est un acteur de théâtre en Australie et sa mère Sulabha Dandekar travaille pour Qantas Airways. Elle a pour sœurs, l'aînée, l'actrice et mannequin Shibani Dandekar et Apeksha Dandeka. Les sœurs forment un groupe de musique nommé D-Major. Les Dandekar grandissent en Angleterre, en Australie et en Afrique pendant la majeure partie de leur enfance.

## Carrière
En 2002, à 19 ans, Anusha Dandekar déménage à Bombay pour poursuivre une carrière dans l'industrie du divertissement. Elle est choisie comme présentatrice dans l'émission House of Style de MTV India. Elle anime ensuite pour les autres chaînes du réseau MTV Dance Crew, MTV Teen Diva, MTV News et MTV Love School.
En 2008, elle remporte le prix du meilleur VJ aux Cosmopolitan Fun Fearless Female Awards. De 2015 à 2018, Dandekar est juge et mentor de l'émission India's Next Top Model.
En 2003, Anusha Dandekar fait ses débuts d'actrice à Bollywood avec Mumbai Matinee puis Viruddh en 2005, aux côtés des vétérans de Bollywood Amitabh Bachchan, Sanjay Dutt, Sharmila Tagore et John Abraham. Sa performance dans le film lui vaut le prix du meilleur espoir aux Maharashtra Times Awards en 2006. Elle joue ensuite dans la comédie musicale Miss Bollywood. En 2012, elle fait ses débuts dans le cinéma marathe dans Jai Jai Maharashtra Majha.
En juin 2012, elle sort un single anglophone Better Than Your Ex.
Dans sa carrière de mannequin, Anusha Dandekar fait la couverture des éditions indiennes de Cosmopolitan, Elle et Seventeen. Elle est présente dans les publicités des marques Reebok, Toni & Guy, Crocs et Lee Jeans.

## Vie privée
En 2014, elle sort avec un homme d'affaires. En 2020, elle se sépare de son petit ami depuis trois ans et demi, l'acteur Karan Kundrra, avec qui elle animait de 2016 à 2019 l'émission de télé-réalité de MTV Love School. Un an plus tard, elle est en couple avec l'acteur et mannequin Jason Shaw
En juin 2023, elle annonce avoir subi une opération chirurgicale pour retirer une tumeur sur un ovaire.

## Filmographie
- 2003 : Mumbai Matinee
- 2005 : Viruddh
- 2006 : Anthony Kaun Hai?
- 2008 : Hello
- 2010 : City of Gold
- 2011 : Delhi Belly
- 2012 : Jai Jai Maharashtra Maaza
- 2018 : Bhavesh Joshi Superhero
- 2023 : Baap Manus